# Streblacanthus cordifolius
Streblacanthus cordifolius är en akantusväxtart som beskrevs av T.F. Daniel. Streblacanthus cordifolius ingår i släktet Streblacanthus och familjen akantusväxter. Inga underarter finns listade i Catalogue of Life.